# Договор Джея
Договор Джея (англ. Jay Treaty) — англо-американский договор о дружбе, торговле и мореплавании, подписанный в Лондоне 19 ноября 1794 года особым уполномоченным США Джоном Джеем и британским министром иностранных дел лордом Гренвилем. Инициатором заключения договора был секретарь казначейства США Александр Гамильтон. Подписание договора привело к серьёзному политическому кризису в США и к перестановкам в кабинете Джорджа Вашингтона, а также осложнили отношения Вашингтона с Мэдисоном и Джеймсом Монро.

## Предыстория
С началом в 1793 англо-французской войны британцы стали задерживать нейтральные суда, в том числе и американские, обыскивали их, захватывали грузы и т. п. Американские суда не допускались в Вест-Индию. В ответ на эти мероприятия конгресс США временно, на 30 дней, запретил торговлю с Великобританией. Было предложено созвать временную армию в 15 000 человек на случай войны с Англией. В то же самое время один из сенаторов, близких к Гамильтону, встретился с Вашингтоном и предложил ему отправить в Лондон специального посла для урегулирования ситуации. Вашингтон сразу согласился с этим предложением, но целый месяц думал над кандидатурой. Напрашивалась кандидатура Гамильтона, но Вашингтон не рассматривал всерьёз этот вариант: в Америке ему не доверяли, а сам Гамильтон полагал, что здесь нужен опытный дипломат, хорошо знакомый с вопросом. Он имел в виду в первую очередь Джона Джея, а во вторую Говернёра Морриса. Вашингтон рассмотрел обе кандидатуры, и даже предложил эту миссию Джефферсону.
В итоге Вашингтон выбрал Джея, и тот 12 мая отбыл в Англию с инструкциями, составленными Гамильтоном. Выбор Джея вызвал возмущение в Южных и Западных штатах, которые считали, что некогда Джей предал их интересы на переговорах с Испанией. Назначение Джея многими республиканцами было осуждено как неконституционное: как председатель верховного суда он не имел права исполнять дипломатические миссии. Французская революция, говорили республиканцы, показала, что можно сделать хорошего генерала из рядового и чиновника из деревенского жителя. Вашингтона сравнили с султаном, который заперт в своём дворце и верил только в таланты своего сераскира и муфтия.
Назначение Джея вызвало особенно много недовольства в западных штатах, которые были настроена антианглийски, были недовольны политикой федералистов и налоговой политикой Гамильтона. Оно стало одной из причин восстания из-за виски.

## Договор
Договор был не вполне равноправным. В то время как американские корабли так и не получили права входа в гавани и реки британских колоний в Северной Америке или английской Компании Гудзонова залива, суда англичан имели право входить во все морские и речные порты США. Свобода торговли для обеих сторон была установлена по реке Миссисипи. Американцам разрешалось вести торговлю с Британской метрополией, что было выгодно последней, нуждавшейся в американском хлебе и сырье. Торговля американцев с Вест-Индией разрешалась только на судах вместимостью не более 70 т, причём XII статья договора запрещала американцам ввоз и вывоз ряда товаров (хлопка, патоки, сахара и др.). На торговлю американцев с британской Ост-Индией накладывались некоторые ограничения (например, запрещалось каботажное плавание американских судов).
В других статьях договора перечислялись предметы военной контрабанды, излагались правила задержания подозрительных судов, порядок назначения консулов. Частная собственность объявлялась неприкосновенной и в военное время. Англия обязывалась к 1 июня 1796 года увести войска из пограничных фортов на территориях, отошедших к США на основе Парижского мирного договора. Договор Джея не уточнил границ США с Канадой, а предусматривал лишь создание англо-американских смешанных комиссий во главе с третейскими судьями для демаркации границ. Смешанные комиссии во главе с третейскими судьями должны были также установить сумму долгов граждан США англичанам и сумму убытков, понесённых частными лицами — сторонниками английской короны — от конфискации их имущества Соединёнными Штатами во время войны за независимость, а также установить ущерб, нанесённый американцам действиями английских военных судов (только 8 января 1802 года Великобритания согласилась уплатить США 600 тысяч фунтов стерлингов).

## Ратификация
Несмотря на ярое противление в палате представителей и сенате со стороны Демократическо-республиканской партии, договор под воздействием Вашингтона и Гамильтона всё же был ратифицирован 24 июня 1795 года. Спорный вопрос о торговле с Вест-Индией был окончательно урегулирован в пользу США в 1830 году президентом Джексоном, а вопрос об уточнении американо-канадской границы — лишь в 1842 году договором Уэбстера — Ашбертона.